# Makaronezijski zovoj
Makaronezijski zovoj (lat. Puffinus baroli) je vrsta morske ptice iz porodice zovoja koja obitava u sjevernom Atlantskom oceanu. 
Ima dvije priznate podvrste: P. b. baroli koja se gnijezdi u Madeiri te na Kanarskim otocima i P. b. boydi koja se gnijezdi u Zelenortskoj Republici. 
Makaronezijski zovoj dobio je dvojno ime po talijanskom markizu koji se zvao Carlo Tancredi Falletti di Barolo. 
Taksonomija mu je dosta složena, pa se često smatra i podvrstom audubonovog zovoja. 
Dug je 28 cm, s rasponom krila od 62 cm. Rijetko je na kopnu, pelagičan je. Gnijezdi se u jazbinama na obalnim otocima. Hrani se ribama i lignjama koje najčešće lovi s površine.